# Чирек, Юзеф
Юзеф Чирек (пол. Józef Czyrek; 20 июля 1928, Бялобжеги, Варшавское воеводство, Польша — 3 июня 2013, Варшава, Польша) — польский политический и государственный деятель, министр иностранных дел Польской Народной Республики (1980—1982).

## Биография
В 1950 г. окончил экономический факультет Ягеллонского университета. Находился на научной работе в Ягеллонском университете и в Университете Экономики в Кракове.
С 1952 г. — в Министерстве иностранных дел ПНР, в 1955 г. вступил в ряды ПОРП.
- 1962—1968 гг. — генеральный консул в Белграде,
- 1969—1971 гг. — директор департамента исследований и программирования МИД Польши,
- 1971—1980 гг. — государственный секретарь, заместитель министра,
- 1980—1982 гг. — министр иностранных дел ПНР,
- 1985—1989 гг. — член Политбюро и секретарь ЦК ПОРП по международным и идеологическим вопросам. Являлся одним из ближайших соратников Войцеха Ярузельского. Во второй половине 1980-х принадлежал к правящей группе, которая неофициально именовалась «Директорией».
- 1985—1989 гг. — одновременно председатель парламентского комитета по иностранным делам.

В 1988 г. вел переговоры с оппозицией и католической церковью по подготовке повестки «Круглого стола». В 1989 г. возглавлял предвыборный штаб ПОРП на парламентских выборах, на которых партия потерпела поражение.
В 1990 г. занимал пост государственного министра, после отставки В. Ярузельского с поста президента ушёл из политической жизни страны.